# Hiéroglyphe égyptien M40
La botte de roseaux, en hiéroglyphes égyptiens, est classifiée dans la  section M « Arbres et plantes » de la liste de Gardiner ; cet hiéroglyphe y est noté M40.

## Représentation
Il représente une botte de roseaux (Arundo donax) noué en son centre et parfois taillée en biseau. Il est translittéré jsw < jzw ou js < jz.

## Utilisation
| i | M40 | s | W | M2 · Z2 |

| i | M40 | s | W | M2 · Z2 |

d'où découle sa fonction en tant que phonogramme bilitère de valeur js < jz.

## Exemples de mots
| i | M40 | z · pr |

| i | M40 | z · pr |

| M40 | t · Z1 | A1 · Z2 |

| M40 | t · Z1 | A1 · Z2 |

| i | M40 | t · M2 |

| i | M40 | t · M2 |